# 407 a.C.
Il 407 a.C. (CDVII a.C. in numeri romani) è un anno  del V secolo a.C.

## Eventi
- Roma
  - Tribuni consolari Gaio Servilio Strutto Ahala II, Lucio Furio Medullino, Numerio Fabio Vibulano II e Gaio Valerio Potito Voluso II

## Morti
- Antioco, ammiraglio ateniese
- Ermocrate, politico e militare siceliota